# Metilentetrahidrometanopterin dehidrogenaza
Metilentetrahidrometanopterin dehidrogenaza (EC 1.5.99.9, N5,N10-metilintetrahidrometanopterinska dehidrogenaza, 5,10-metilintetrahidrometanopterinska dehidrogenaza) je enzim sa sistematskim imenom 5,10-metilintetrahidrometanopterin:koenzim-F420 oksidoreduktaza. Ovaj enzim katalizuje sledeću hemijsku reakciju
5,10-metilintetrahidrometanopterin + koenzim F420 {\displaystyle \rightleftharpoons } 5,10-meteniltetrahidrometanopterin + redukovani koenzim F420
Ovaj enzim učestvuje u formiranju metana iz CO2 kod metanobakterija roda Thermoautotrophicum.

## Literatura
- Nicholas C. Price; Lewis Stevens (1999). Fundamentals of Enzymology: The Cell and Molecular Biology of Catalytic Proteins (Third изд.). USA: Oxford University Press. ISBN 019850229X.
- Eric J. Toone (2006). Advances in Enzymology and Related Areas of Molecular Biology, Protein Evolution (Volume 75 изд.). Wiley-Interscience. ISBN 0471205036.
- Branden C; Tooze J. Introduction to Protein Structure. New York, NY: Garland Publishing. ISBN 0-8153-2305-0.
- Irwin H. Segel. Enzyme Kinetics: Behavior and Analysis of Rapid Equilibrium and Steady-State Enzyme Systems (Book 44 изд.). Wiley Classics Library. ISBN 0471303097.

## Spoljašnje veze
- Methylenetetrahydromethanopterin+dehydrogenase на 